# Al Mattaliano
Alfred F. „Al“ Mattaliano (* 21. Januar 1930; † 3. Dezember 2005) war ein US-amerikanischer Jazz- und Theatermusiker (Trompete).

## Leben und Wirken
Mattaliano leistete seinen Militärdienst in der 1st U.S. Army Band ab, die auf Governor’s Island stationiert war. Ab den späten 1940er-Jahren  arbeitet er in der New Yorker Musikszene; erste Aufnahmen entstanden 1954 bei Billy Butterfield
(Dancing for Two in Love). 1955 spielte er im Orchester von Stan Kenton, zu hören auf Alben wie Stan Kenton’s Music ’55 und Cuban Fire von 1955. Mit dem Kenton-Orchester begleitete er in der CBS-Fernsehshow Music 55  auch die JATP All Stars, darunter Dizzy Gillespie, Coleman Hawkins, Illinois Jacquet, Jimmy Raney, Oscar Pettiford, Buddy Rich und Ella Fitzgerald. In den folgenden Jahren arbeitete er in der Studioband des Senders ABC; daneben studierte er an der Juilliard School und spielte in den Bands und Orchestern von Bobby Hackett, Mel Powell (Out on a Limb, 1955), Paul Whiteman, Boyd Raeburn, Mitch Miller und Louis Armstrong. Im Bereich des Jazz war er zwischen 1954 und 1957 an neun Aufnahmesessions beteiligt; zuletzt mit den Don Redman All Stars und mit Hank D’Amico (24 Short Dances).
Außerdem war Mattaliano als Theatermusiker in Broadway-Shows wie Funny Girl, A Chorus Line, Irene, How to Succeed in Business Without Really Trying, Minnie’s Boys und Hello Dolly beschäftigt. In Francis Ford Coppolas Spielfilm The Pate (1972) hatte er einen Auftritt in der Eröffnungsszene der Hochzeit. In seinen späteren Jahren spielte er in der Brookdale Community College Big Band.